# Lycée hôtelier de La Rochelle
Le Lycée Hôtelier du Parc de la Francophonie de La Rochelle est un établissement français préparant aux métiers de l'hôtellerie et de la restauration, situé à La Rochelle dans le quartier des Minimes. 

## Description
Le lycée est créé en 1986. Il dispose d'un restaurant, d'une brasserie, d'un bar et d'un hôtel de 8 chambres ouverts à la clientèle, qui sont gérés par les élèves aidés de leurs professeurs. Il dispose aussi de cinq autres restaurants « d'initiation » et un laboratoire de pâtisserie. Il accueille chaque année plus de 750 élèves.
Le lycée est aussi ouvert sur l'international depuis sa création avec le programme "Pegase" faisant partie du projet Erasmus avec des échanges entre différents lycées hôteliers européens. En octobre 2020, ce projet avait déjà concerné une cinquantaine d'élèves et 10 accompagnateurs.

## Classement du lycée
En 2015, le lycée se classe 4e sur 18 au niveau départemental quant à la qualité d'enseignement, et 532e au niveau national. Le classement s'établit sur trois critères : le taux de réussite au bac, la proportion d'élèves de première qui obtient le baccalauréat en ayant fait les deux dernières années de leur scolarité dans l'établissement, et la valeur ajoutée (calculée à partir de l'origine sociale des élèves, de leur âge et de leurs résultats au diplôme national du brevet).

## Prestations
- Le restaurant d'application : Le Vieux Carré. 
- La brasserie : Les Alizés. 
- Le bar d'application : La Passerelle. 
- L'hôtel d'application : Le Transatlantique.

## Personnalités
- Jacques Le Divellec, chef étoilé
- Melissa Lauren, actrice
- Mauro Colagreco, chef étoilé
- Christopher Coutanceau, chef étoilé